# Charles Antenen
Charles ("Kiki") Antenen (La Chaux-de-Fonds, 3 november 1929 – Les Bayards, 20 mei 2000) was een Zwitsers voetballer. Hij overleed op 70-jarige leeftijd.

## Clubcarrière
Antenen, bijgenaamd Kiki, speelde vrijwel zijn gehele loopbaan voor FC La Chaux-de-Fonds. Hij won drie nationale titels met die club en zes keer de Zwitserse beker.

## Interlandcarrière
Antenen debuteerde voor het Zwitsers nationaal elftal op 20 juni 1948 in Zürich, waar de Zwitsers in een vriendschappelijk duel met 3-3 gelijkspeelden Spanje, onder meer door een treffer van Antenen. Hij speelde in totaal 56 interlands en scoorde 22 keer voor zijn vaderland. Antenen nam met Zwitserland deel aan het WK voetbal 1950, WK voetbal 1954 en het WK voetbal 1962.

## Erelijst
FC La Chaux-de-Fonds
- Zwitsers landskampioen

1954, 1955, 1964
- Zwitserse beker

1948, 1951, 1954, 1955, 1957, 1961